# 코코로 (영화)
코코로(Freedom, Korkoro)는 프랑스에서 제작된 토니 갓리프 감독의 2009년 드라마 영화이다. 칼로 브랜트 등이 주연으로 출연하였고 토니 갓리프 등이 제작에 참여하였다.

## 출연

### 주연
- 칼로 브랜트
- 마리 조지 크로즈

### 조연
- 케빈 다이아나
- 마크 라브완
- 루퍼스
- 제임스 티에레

## 제작진
- 미술: 브리짓 브라사르트
- 세트: 브리짓 브라사르트
- 의상: 캐서린 리골트
- 배역: 에브 걸리로우